# Список губернаторів США

Партійна приналежність чинних губернаторів США:
Демократична партія
Республіканська партія
Нова Прогресивна партія

Дана стаття є списком чинних губернаторів штатів та територій США.
Губернатор у США є головою виконавчої гілки уряду штату або території країни. Партійна приналежність губернаторів США рівномірно розподілена між 50 штатами. Станом на січень 2022 року губернатори 22 штатів є представниками Демократичної партії, а губернатори 28 штатів — Республіканської. Окрім цього, троє губернаторів територій США (Американського Самоа, Гуаму та Американських Віргінських островів) також належать до Демократичної партії, у той час, як губернатор Північних Маріанських островів належить до Республіканської. Губернатор Пуерто-Рико Педро П'єрлуїсі є членом Нової прогресивної партії Пуерто-Рико, хоча він також асоціює себе і з Демократичною партією.
Усі американські губернатори обираються на строк у 4 роки за винятком штатів Вермонт і Нью-Гемпшир, губернатори яких служать по два роки.

## Губернатори штатів США
Поточні строки правління губернаторів штатів США закінчуються у січні поданого року у кожному зі штатів, окрім Аляски, Гаваїв, Північної Дакоти, Нью-Йорка та Кентуккі, де строки правління закінчуються у грудні року виборів. Помітка «(обмеження строку правління)» після року означає, що чинний губернатор через посадові обмеження або через певні правила не може бути переобраним цього ж року.
| Демократична партія (22) Республіканська (28) | Демократична партія (22) Республіканська (28) | Демократична партія (22) Республіканська (28) | Демократична партія (22) Республіканська (28) | Демократична партія (22) Республіканська (28) | Демократична партія (22) Республіканська (28) | Демократична партія (22) Республіканська (28) | Демократична партія (22) Республіканська (28) | Демократична партія (22) Республіканська (28) | Демократична партія (22) Республіканська (28) | Демократична партія (22) Республіканська (28) |
| Штат                                          | Портрет                                       | Губернатор                                    | Партія                                        | Партія                                        | Народився                                     | Попередній досвід на державній службі | Інавгурація                                   | Кінець терміну                                | Попередні губернатори                         |                                               |
| --------------------------------------------- | --------------------------------------------- | --------------------------------------------- | --------------------------------------------- | --------------------------------------------- | --------------------------------------------- | --- | --------------------------------------------- | --------------------------------------------- | --------------------------------------------- | --------------------------------------------- |
| Айдахо                                        |                                               | Бред Літтл                                    |                                               | Республіканська                               | 15 лютого 1954 (71 рік)                       | Лейтенант-губернатор, Сенат Айдахо | 7 січня 2019                                  | 2023                                          | Список                                        |                                               |
| Айова                                         |                                               | Кім Рейнольдс                                 |                                               | Республіканська                               | 4 серпня 1959 (65 років)                      | Лейтенант-губернатор, Сенат Айови | 24 травня 2017                                | 2023                                          | Список                                        |                                               |
| Алабама                                       |                                               | Кей Айві                                      |                                               | Республіканська                               | 15 жовтня 1944 (80 років)                     | Лейтенант-губернатор, Скарбник | 10 квітня 2017                                | 2023                                          | Список                                        |                                               |
| Аляска                                        |                                               | Майк Данліві                                  |                                               | Республіканська                               | 5 травня 1961 (64 роки)                       | Сенат | 3 грудня 2018                                 | 2022                                          | Список                                        |                                               |
| Аризона                                       |                                               | Кеті Гоббс                                    |                                               | Республіканська                               | 29 грудня 1969 (55 років)                     | Скарбник | 5 січня 2015                                  | 2023 (обмеження строку правління)             | Список                                        |                                               |
| Арканзас                                      |                                               | Аса Гатчінсон                                 |                                               | Республіканська                               | 3 грудня 1950 (74 роки)                       | Заступник секретаря національної безпеки США з питань кордонів та транспортної безпеки, адміністратор Управління боротьби з наркотиками, Палата представників США, Федеральний прокурор | 13 січня 2015                                 | 2023 (обмеження терміну повноважень)          | Список                                        |                                               |
| Вайомінг                                      |                                               | Марк Гордон                                   |                                               | Республіканська                               | 4 березня 1957 (68 років)                     | Скарбник | 7 січня 2019                                  | 2023                                          | Список                                        |                                               |
| Вашингтон                                     |                                               | Джей Інслі                                    |                                               | Демократична                                  | 9 лютого 1951 (74 роки)                       | Палата представників США, Палата представників Вашингтона | 16 січня 2013                                 | 2025                                          | Список                                        |                                               |
| Вермонт                                       |                                               | Філ Скотт                                     |                                               | Республіканська                               | 4 серпня 1958 (66 років)                      | Лейтенант-губернатор, Сенат Вермонта | 5 січня 2017                                  | 2023                                          | Список                                        |                                               |
| Вірджинія                                     |                                               | Гленн Янгкін                                  |                                               | Республіканська                               | 9 грудня 1966 (58 років)                      | Немає | 15 січня 2021                                 | 2026 (обмеження строку правління)             | Список                                        |                                               |
| Вісконсин                                     |                                               | Тоні Іверс                                    |                                               | Демократична                                  | 5 листопада 1951 (73 роки)                    | Інспектор Департаменту народної освіти штату Вісконсин | 7 січня 2019                                  | 2023                                          | Список                                        |                                               |
| Гаваї                                         |                                               | Девід Іге                                     |                                               | Демократична                                  | 15 січня 1957 (68 років)                      | Сенат Гаваїв, Палата представників | 1 грудня 2014                                 | 2022 (обмеження терміну правління)            | Список                                        |                                               |
| Делавер                                       |                                               | Джон Карні                                    |                                               | Демократична                                  | 20 травня 1956 (69 років)                     | Палата представників США, Лейтенант-губернатор | 17 січня 2017                                 | 2025 (обмеження строку правління)             | Список                                        |                                               |
| Джорджія                                      |                                               | Браян Кемп                                    |                                               | Республіканська                               | 2 листопада 1963 (61 рік)                     | Секретар штату, Сенат штату | 14 січня 2019                                 | 2023                                          | Список                                        |                                               |
| Західна Вірджинія                             |                                               | Джим Джастіс                                  |                                               | Республіканська                               | 27 квітня 1951 (74 роки)                      | Немає | 16 січня 2017                                 | 2025 (обмеження строку правління)             | Список                                        |                                               |
| Іллінойс                                      |                                               | Джей Роберт Пріцкер                           |                                               | Демократична                                  | 19 січня 1965 (60 років)                      | Немає | 14 січня 2019                                 | 2023                                          | Список                                        |                                               |
| Індіана                                       |                                               | Ерік Голкомб                                  |                                               | Республіканська                               | 2 травня 1968 (57 років)                      | Лейтенант-губернатор, Начальник штабу сенатора Дена Коутса, Голова відділення Республіканської партії в Індіані, Заступник начальника штабу губернатора Індіани                         | 9 січня 2017                                  | 2025 (обмеження терміну правління)            | Список                                        |                                               |
| Каліфорнія                                    |                                               | Ґевін Ньюсом                                  |                                               | Демократична                                  | 10 жовтня 1967 (57 років)                     | Лейтенант-губернатор, мер Сан-Франциско | 7 січня 2019                                  | 2023                                          | Список                                        |                                               |
| Канзас                                        |                                               | Лора Келлі                                    |                                               | Демократична                                  | 24 січня 1950 (75 років)                      | Сенат Канзасу | 14 січня 2019                                 | 2023                                          | Список                                        |                                               |
| Кентуккі                                      |                                               | Енді Бешер                                    |                                               | Демократична                                  | 29 листопада 1977 (47 років)                  | Генеральний прокурор | 10 грудня 2019                                | 2023                                          | Список                                        |                                               |
| Колорадо                                      |                                               | Джаред Поліс                                  |                                               | Демократична                                  | 12 травня 1975 (50 років)                     | Палата представників США, Рада з питань освіти штату Колорадо | 8 січня 2019                                  | 2023                                          | Список                                        |                                               |
| Коннектикут                                   |                                               | Нед Ламонт                                    |                                               | Демократична                                  | 3 січня 1954 (71 рік)                         | Член міського управління Гринвіча | 9 січня 2019                                  | 2023                                          | Список                                        |                                               |
| Луїзіана                                      |                                               | Джон Бел Едвардс                              |                                               | Демократична                                  | 16 вересня 1966 (58 років)                    | Лідер меншості Палати представників Луїзіани | 11 січня 2016                                 | 2024 (обмеження терміну правління)            | Список                                        |                                               |
| Массачусетс                                   |                                               | Мора Гілі                                     |                                               | Республіканська                               | 8 лютого 1971 (54 роки)                       | Член міського управління Свомпскотта, Секретар з питань управління та фінансів, Секретар з питань охорони здоров'я та соціального забезпечення                                          | 8 січня 2015                                  | 2023                                          | Список                                        |                                               |
| Мен                                           |                                               | Джанет Міллз                                  |                                               | Демократична                                  | 30 грудня 1947 (77 років)                     | Генеральний прокурор, Палата представників Мена | 2 січня 2019                                  | 2023                                          | Список                                        |                                               |
| Меріленд                                      |                                               | Ларрі Гоган                                   |                                               | Республіканська                               | 25 травня 1956 (69 років)                     | Секретар з питань призначень | 21 січня 2015                                 | 2023 (обмеження строку правління)             | Список                                        |                                               |
| Міннесота                                     |                                               | Тім Волз                                      |                                               | Демократична фермерсько-трудова партія        | 6 квітня 1964 (61 рік)                        | Палата представників США | 7 січня 2019                                  | 2023                                          | Список                                        |                                               |
| Міссісіпі                                     |                                               | Тейт Рівз                                     |                                               | Республіканська                               | 5 червня 1974 (51 рік)                        | Лейтенант-губернатор, Скарбник | 14 січня 2020                                 | 2024                                          | Список                                        |                                               |
| Міссурі                                       |                                               | Майк Парсон                                   |                                               | Республіканська                               | 17 вересня 1955 (69 років)                    | Лейтенант-губернатор, Сенат Міссурі, Палата представників Міссурі, Шериф of округу Полк                                                                                                 | 1 червня 2018                                 | 2025 (обмеження строку правління)             | Список                                        |                                               |
| Мічиган                                       |                                               | Ґретхен Вітмер                                |                                               | Демократична                                  | 23 серпня 1971 (53 роки)                      | Сенат Мічигана, Палата представників Мічигана | 1 січня 2019                                  | 2023                                          | Список                                        |                                               |
| Монтана                                       |                                               | Грег Джанфорте                                |                                               | Республіканська                               | 17 квітня 1961 (64 роки)                      | Палата представників США | 4 січня 2021                                  | 2025                                          | Список                                        |                                               |
| Небраска                                      |                                               | Піт Рікеттс                                   |                                               | Республіканська                               | 19 квітня 1964 (61 рік)                       | Немає | 8 січня 2015                                  | 2023 (обмеження строку правління)             | Список                                        |                                               |
| Невада                                        |                                               | Стів Сайсолак                                 |                                               | Демократична                                  | 26 грудня 1953 (71 рік)                       | Комісія округу Кларк, Піклувальна рада Системи вищої освіти Невади | 7 січня 2019                                  | 2023                                          | Список                                        |                                               |
| Нью-Гемпшир                                   |                                               | Кріс Сунуну                                   |                                               | Республіканська                               | 5 листопада 1974 (50 років)                   | Виконавча рада Нью-Гемпшира | 5 січня 2017                                  | 2025 (обмеження терміну правління)            | Список                                        |                                               |
| Нью-Джерсі                                    |                                               | Філ Мерфі                                     |                                               | Демократична                                  | 16 серпня 1957 (67 років)                     | Посол США у Німеччині, Фінансовий голова Демократичного національного комітету Democratic National Committee                                                                            | 16 січня 2018                                 | 2022                                          | Список                                        |                                               |
| Нью-Йорк                                      |                                               | Кеті Гокул                                    |                                               | Демократична                                  | 27 серпня 1958 (66 років)                     | Лейтенант-губернатор, Палата представників США | 24 серпня 2021                                | 2022                                          | Список                                        |                                               |
| Нью-Мексико                                   |                                               | Мішель Лухан Ґрішем                           |                                               | Демократична                                  | 24 жовтня 1959 (65 років)                     | Палата представників США, Секретар з питань охорони здоров'я | 1 січня 2019                                  | 2023                                          | Список                                        |                                               |
| Огайо                                         |                                               | Майк Девайн                                   |                                               | Республіканська                               | 5 січня 1947 (78 років)                       | Генеральний прокурор, Сенат США, Лейтенант-губернатор, Палата представників США, Сенат Огайо                                                                                            | 14 січня 2019                                 | 2023                                          | Список                                        |                                               |
| Оклахома                                      |                                               | Кевін Стітт                                   |                                               | Республіканська                               | 28 грудня 1972 (52 роки)                      | Немає | 14 січня 2019                                 | 2023                                          | Список                                        |                                               |
| Орегон                                        |                                               | Кейт Браун                                    |                                               | Демократична                                  | 21 червня 1960 (65 років)                     | Секретар штату, Сенат Орегона, Палата представників Орегона | 18 лютого 2015                                | 2023 (обмеження строку правління)             | Список                                        |                                               |
| Пенсільванія                                  |                                               | Том Вольф                                     |                                               | Демократична                                  | 17 листопада 1948 (76 років)                  | Секретар Податкового управління Пенсильванії | 20 січня 2015                                 | 2023 (обмеження строку правління)             | Список                                        |                                               |
| Південна Дакота                               |                                               | Крісті Ноем                                   |                                               | Республіканська                               | 30 листопада 1971 (53 роки)                   | Палата представників США, Палата представників Південної Дакоти | 5 січня 2019                                  | 2023                                          | Список                                        |                                               |
| Південна Кароліна                             |                                               | Генрі Мак-Мастер                              |                                               | Республіканська                               | 27 травня 1947 (78 років)                     | Лейтенант-губернатор, Генеральний прокурор, голова відділення Республіканської партії у Південній Кароліні, Федеральний прокурор                                                        | 24 січня 2017                                 | 2023                                          | Список                                        |                                               |
| Північна Дакота                               |                                               | Дуг Бургум                                    |                                               | Республіканська                               | 1 серпня 1956 (68 років)                      | Немає | 15 грудня 2016                                | 2024                                          | Список                                        |                                               |
| Північна Кароліна                             |                                               | Рой Купер                                     |                                               | Демократична                                  | 13 червня 1957 (68 років)                     | Список, Сенат Північної Кароліни, Палата представників Північної Кароліни | 1 січня 2017                                  | 2025 (обмеження терміну правління)            | Список                                        |                                               |
| Род-Айленд                                    |                                               | Ден Маккі                                     |                                               | Демократична                                  | 16 червня 1951 (74 роки)                      | Лейтенант-губернатор, мер Камберленду | 2023                                          | Список                                        |                                               |                                               |
| Теннессі                                      |                                               | Білл Лі                                       |                                               | Республіканська                               | 9 жовтня 1959 (65 років)                      | Немає | 19 січня 2019                                 | 2023                                          | Список                                        |                                               |
| Техас                                         |                                               | Грег Ебботт                                   |                                               | Республіканська                               | 13 листопада 1957 (67 років)                  | Генеральний прокурор, Молодший суддя Верховного суду | 20 січня 2015                                 | 2023                                          | Список                                        |                                               |
| Флорида                                       |                                               | Рон ДеСантіс                                  |                                               | Республіканська                               | 14 вересня 1978 (46 років)                    | Палата представників США | 8 січня 2019                                  | 2023                                          | Список                                        |                                               |
| Юта                                           |                                               | Кокс Спенсер                                  |                                               | Республіканська                               | 11 липня 1975 (50 років)                      | Лейтенант-губернатор, Палата представників Юти | 11 серпня 2009                                | 2021 (на пенсію)                              | Список                                        |                                               |

## Губернатори територій США
Наступні діячі обіймають посаду губернатора у територіях США.
| Демократична партія (3) Республіканська партія (1) Нова прогресивна партія (1) | Демократична партія (3) Республіканська партія (1) Нова прогресивна партія (1) | Демократична партія (3) Республіканська партія (1) Нова прогресивна партія (1) | Демократична партія (3) Республіканська партія (1) Нова прогресивна партія (1) | Демократична партія (3) Республіканська партія (1) Нова прогресивна партія (1) | Демократична партія (3) Республіканська партія (1) Нова прогресивна партія (1) | Демократична партія (3) Республіканська партія (1) Нова прогресивна партія (1)       | Демократична партія (3) Республіканська партія (1) Нова прогресивна партія (1) | Демократична партія (3) Республіканська партія (1) Нова прогресивна партія (1) | Демократична партія (3) Республіканська партія (1) Нова прогресивна партія (1) |
| Територія                                                                      | Портрет                                                                        | Губернатор                                                                     | Партія                                                                         | Партія                                                                         | Народився                                                                      | Попередній досвід державної служби                                                   | Інавгурація                                                                    | Кінець терміну                                                                 | Попередні губернатори                                                          |
| ------------------------------------------------------------------------------ | ------------------------------------------------------------------------------ | ------------------------------------------------------------------------------ | ------------------------------------------------------------------------------ | ------------------------------------------------------------------------------ | ------------------------------------------------------------------------------ | ------------------------------------------------------------------------------------ | ------------------------------------------------------------------------------ | ------------------------------------------------------------------------------ | ------------------------------------------------------------------------------ |
| Американські Віргінські острови                                                |                                                                                | Альберт Браян                                                                  |                                                                                | Демократична                                                                   | 21 лютого 1968 (57 років)                                                      | Комісар праці                                                                        | 7 січня 2019                                                                   | 2023                                                                           | Список                                                                         |
| Американське Самоа                                                             |                                                                                | Леману Пелеті Мауга                                                            |                                                                                | Демократична                                                                   | 1 січня 1949 (76 років)                                                        | Лейтенант-губернатор                                                                 | 3 січня 2021                                                                   | 2025                                                                           | Список                                                                         |
| Гуам                                                                           |                                                                                | Лу Леон Герреро                                                                |                                                                                | Демократична                                                                   | 8 листопада 1950 (74 роки)                                                     | Сенатор Законодавчого збору Гуаму                                                    | 7 січня 2019                                                                   | 2023                                                                           | Список                                                                         |
| Північні Маріанські острови                                                    |                                                                                | Девід Апатанг                                                                  |                                                                                | Республіканська                                                                | 10 липня 1948 (77 років)                                                       | Лейтенант-губернатор, Законодавчі збори Співдружності Північних Маріанських островів | 9 січня 2023                                                                   | 2028 (обмеження строку правління)                                              | Список                                                                         |
| Пуерто-Рико                                                                    |                                                                                | Педро П'єрлуїсі                                                                |                                                                                | Нова прогресивна/ Демократична                                                 | 25 квітня 1959 (66 років)                                                      | Секретар юстиції                                                                     | 2 січня 2021                                                                   | 2025                                                                           | Список                                                                         |

## Мер федерального округу Колумбія
| Демократична партія (1)    | Демократична партія (1) | Демократична партія (1) | Демократична партія (1) | Демократична партія (1) | Демократична партія (1) | Демократична партія (1)            | Демократична партія (1) | Демократична партія (1) | Демократична партія (1) |
| Федеральний округ          | Портрет                 | Мер                     | Партія                  | Партія                  | Народилася              | Попередній досвід державної служби | Інавгурація             | Кінець терміну          | Попередні мери          |
| -------------------------- | ----------------------- | ----------------------- | ----------------------- | ----------------------- | ----------------------- | ---------------------------------- | ----------------------- | ----------------------- | ----------------------- |
| Вашингтон (округ Колумбія) |                         | Мюріель Боузер          |                         | Демократична            | 2 серпня 1972 (52 роки) | Рада округу Колумбія               | 2 січня 2015            | 2023                    | Список                  |

## Виноски
1. ↑  Джастіс був обраний як демократ, проте перейшов до Республіканської партії через 6 місяців після вступу на посаду.[1]
2. ↑  Офіційно губернатор Американського Самоа не належить до певної партії, проте посадові особи асоціюють себе з політичними партіями на національному рівні.